# Denny's

Logotipo da Denny's

Denny's Corporation (também conhecida como Denny's Diner na sinalização de alguns locais) é uma rede americana de restaurantes com serviço de mesa. Opera mais de 1.700 restaurantes em muitos países. 

## Descrição
Originalmente inaugurada como uma cafeteria sob o nome de Danny's Donuts em Lakewood, Califórnia, a Denny's era conhecida por estar sempre aberta e servir café da manhã, almoço e jantar 24 horas por dia. A Denny's não fechava nos feriados e noites, exceto quando exigido por lei. Muitos restaurantes estão localizados perto de saídas de rodovias, bares e áreas de serviço.
A Denny's começou a franquia em 1963, e a maioria dos restaurantes Denny's agora são de propriedade de franqueados.  Os contratos de franquia exigem serviço 24 horas por dia, 7 dias por semana na maioria dos locais. Devido ao impacto da pandemia COVID-19 na indústria de restaurantes nos Estados Unidos, muitos Denny's tiveram que fechar pela primeira vez e agora podem ter horários de funcionamento limitados. 